# Plisca
Plisca (em búlgaro: Плиска; romaniz.: Pliska) é uma cidade da Bulgária, localizada no distrito de Shumen. A sua população era de 1 051 habitantes segundo o censo de 2010.

## População
| Plisca | Plisca | Plisca | Plisca | Plisca | Plisca | Plisca | Plisca | Plisca | Plisca | Plisca | Plisca | Plisca | Plisca | Plisca | Plisca | Plisca | Plisca | Plisca | Plisca |
| --- | ------ | ------ | ------ | ------ | ------ | ------ | ------ | ------ | ------ | ------ | ------ | ------ | ------ | ------ | ------ | ------ | ------ | ------ | ------ |
| Ano | 1887   | 1910   | 1934   | 1946   | 1956   | 1965   | 1975   | 1985   | 1992   | 2001   | 2002   | 2003   | 2004   | 2005   | 2006   | 2007   | 2008   | 2009   | 2010   |
| População |        |        |        | …      | …      | …      | …      | 1,451  | 1,366  | 1,194  | 1,202  | 1,199  | 1,190  | 1,182  | 1,167  | 1,143  | 1,119  | 1,084  | 1,051  |
| Fontes: Instituto Nacional de Estatísticas, „citypopulation.de“, „pop-stat.mashke.org“, Bulgarian Academy of Sciences |        |        |        |        |        |        |        |        |        |        |        |        |        |        |        |        |        |        |        |